# Cedar Grove (Nova Jérsei)
Cedar Grove é uma Região censo-designada localizada no estado americano de Nova Jérsei, no Condado de Essex.

## Demografia
Segundo o censo americano de 2000, a sua população era de 12.300 habitantes.

## Geografia
De acordo com o United States Census Bureau tem uma área de
11,2 km², dos quais 10,9 km² cobertos por terra e 0,3 km² cobertos por água.

## Localidades na vizinhança
O diagrama seguinte representa as localidades num raio de 8 km ao redor de Cedar Grove.